# Tēvija
«Тевия» (латыш. Tēvija - «Отечество») — газета на латышском языке, издававшаяся в Риге с 1941 года 1-го июля (когда вооруженные силы Германии вошли на территорию Латвии), до 17 октября 1944 года, и до 29 апреля в Лиепае.  

## Первый номер газеты
Первый номер газеты «Тевия» вышел в свет уже 1 июля 1941 года, то есть в день захвата Риги нацистскими вооружёнными формированиями. В газете было опубликовано обращение нового коменданта города полковника Уллерсбергера: «Прославленная германская армия имела удовольствие освободить старую седую Ригу от гнета большевиков. Мы обещаем, что плечом к плечу с латышами вместе будем бороться, пока не прогоним последнего большевика с этой земли. Боже, благослови Латвию!»
Также в первом номере газеты можно видеть текст прокламации «Свободная земля», в которой под портретом фюрера, помимо прочего, приводится такое обращение: «Латыши и латышки! Отныне Латвия свободна от коммунистов и жидов…»

## Информация о советских репрессиях
В газете публиковалось много материалов раскрывающих правду о масштабах советских преступлений против народов Латвии. Так, например, в газете Tēvija №18 от 21.07.1941 вышла статья "Страшная ночь" о депортации и расстрелах населения Латвийской Республики отрядами НКВД во время советской оккупации в Сунаксте и Курмене. В статьях часто упоминалось, что благодаря наступлению немецкой армии народ Латвии смог избежать дальнейшего красного террора.

## Антисемитизм как идеологическая доминанта
В переводе с латышского языка Tēvija — «Отечество». Её тираж — около 280 000 экземпляров, что можно оценить как очень крупный для Латвии того времени. Практически в каждом номере этого издания помещались крайне антисемитские и (в меньшей степени) русофобские статьи и памфлеты. Примеры встречаются почти в каждом выпуске газеты в начальный период оккупации. Например, в номере 11 присутствует такой фрагмент: «Нет, с этим народом у нас нет и не может быть никакой совместной жизни… Если же мы не сумеем экспортировать жидов, то они на нашей земле не могут быть более паразитами. Жид не смеет заниматься ничем иным, как трудом простого рабочего. Всю жидовскую интеллигенцию надо вывезти, а если они останутся здесь, пусть работают грузчиками, каменотёсами. Они будут зарабатывать на хлеб так, как наши рабочие».

## О редакторе Артуре Кродерсе
11 июля 1941 года в помещении Министерства образования и науки Латвии (по улице Вальню) происходило мероприятие, названное в отчётах «собрание полномочных представителей латышской общественности». В нём дозволено было принять участие только тем лицам латышской национальности, которые успели проявить себя положительно в глазах нацистского руководства захваченной Латвии. Итогом их встречи стало подписание письма лично Адольфу Гитлеру. Среди тех, кто принял участие в собрании, можно отметить следующих людей: полковник-лейтенант латвийской армии Волдемар Вейс (во время войны — начальник латышской вспомогательной полиции), Волдемар Скайстлаукс — офицер русской, советской, латвийской и, впоследствии, нацистской армии, один из лидеров организации «Центра освобождения Латвии» Эрнест Крейшманис, боровшийся за право формировать правительство, а также Артурс Кродерс — позже главный редактор «Тевии».
Начинал Артур Кродерс как публицист по политической и экономической проблематике; работал в «Свежих новостях», периодическом издании в Латвии начала 1920-х годов. Его статьи носили ярко выраженный прозападный и националистический характер, проявления которого усугублялись с течением времени. В частности, 11 августа 1921 года Кродерс освещал в своей публикации празднование годовщины с момента заключения Рижского мирного договора в проамериканском ключе: «… Американская организация помощи правильно оценила географическое положение Латвии, выбрав Ригу транспортным местом для оказания помощи, потому что из Риги лежит прямой путь в центр России. Возможно, такая оценка американских гуманистов позволит и России пересмотреть своё отношение к нашим портам. И это только улучшит положение внутри самой России».
Кродерс в межвоенной Латвии пользовался репутацией известного газетного публициста и автора проправительственных брошюр, в которых давалось обоснование политической стратегии латвийских властей, например, в отношении национальных меньшинств, их языка и культуры. Так, в брошюре «Об автономии меньшинств» Кродерс отмечал, что латышской нации, проживающей на своей исторической территории, принадлежит первенство в праве на самоопределение, а представители нацменьшинств могут требовать соблюдения их национально-культурных интересов в такой степени, которая позволила бы им развивать и сохранять свою национальную идентичность.
Известно, что позже Кродерс был ярким представителем  когорты карманных официозных идеологов во времена диктатуры Карлиса Ульманиса (1934—1940 годы), способствовавших активному строительству его вертикали власти и обеспечивавших пропагандистскую кампанию в его поддержку с оправданием его авторитарного строя (подобно Янису Лапиньшу и писателю Эдварту Вирзе). К этому времени в условиях конъюнктуры с либеральных позиций Кродерс со временем переметнулся в лагерь жёсткой национал-консервативной идеологии.
В газете активно работали Раймондс Чакс, Паулс Ковалевскис (сменивший после войны имя на Павилс Кланс), Артурс Кродерс и Адольф Шилде. Последний в обозрении событий в Земгале (Semgallen) в 1942 году написал: "Оглядываясь на наиболее выдающиеся события прошлого года, мы не можем умолчать о той великой радости, которую мы чувствуем в связи с решением еврейского вопроса в нашей стране".

## Пропагандистская стратегия
В первые дни, когда шла подготовка к массовому террору против рижских евреев, в «Тевии» публиковались объявления с призывом записываться в добровольные отряды национальной самообороны в таком ключе «Все национально думающие латыши — перконкурустовцы, студенты, офицеры, айзсарги и другие, кто хочет активно участвовать в очищении нашей земли от вредных элементов, могут записаться у руководства команды безопасности. Улица Валдемара, 19, с 9 до 11 и с 17 до 19 часов». Адрес, указанный в объявлении — центр пронацистской организации «Перконкрустс», в котором в дальнейшем располагался склад, куда члены Команды Арайса свозили на грузовиках награбленное, а также резиденция самих членов его команды и тюрьма для еврейских женщин.
Откровенные, совершенно неприкрытые призывы к тому, чтобы выгонять евреев из квартир и передавать их латышам, также периодически публиковались в газете: «Настал момент выбросить жидов из лучших квартир, а квартиры со всей мебелью отдать в распоряжение латышей, оставшихся без крова. Так был бы решён один из самых больных вопросов, и Рига освобождена от элемента, которому здесь не место». "Наши латышские друзья делали вид, что не знают нас. Никто не встал за нас. Люди, которым мы доверяли, сдавали нас полиции. Служанки, долгие годы зарабатывавшие свой хлеб у евреев, выкидывали их на улицу, демонстрируя свои "национальные" чувства. Дворники докладывали полиции, где живут евреи, которых до сих пор не заметили, -- рассказывал в своей книге спасшийся из Рижского гетто Бернхард Пресс. -- Латышская пресса, особенно газета Tēvija,  раздувала пожар антисемитизма".
После начала массовых расправ на еврейским населением в Бикерниексом лесу и формирования Рижского гетто «Тевия» крайне тенденциозно отражала текущие события, связанные с Холокостом, но в статистических заметках, публикуемых в газете, еврейское население юридически не учитывалось никаким образом, что создавало у читателей впечатление его отсутствия или существования как бы в параллельном мире. В номере, вышедшем 6 ноября 1941 года, в заметке «Рижане в труде и отдыхе» есть весьма циничный пассаж, представляющий прямое доказательство такого подхода: «Если рождаемость среди рижан растёт, то смертность, напротив, уменьшается — так, если в августе зарегистрирован 571 умерший, то в сентябре уже только 494, а в октябре — 393. Так что у нас есть основания надеяться, что у работников, регистрирующих умерших, скоро не станет работы и им придётся отправиться на помощь коллегам, которые регистрируют новорождённых рижан».
Однако в номере за 8 ноября: «Тридцать тысяч жидов за колючей проволокой — рижское гетто. Перемещение рижских жидов из шикарных квартир в центре Риги и Межапарке близится к завершению. Уже многие недели по рижским улицам жиды с вещами идут в своё настоящее место жизни — гетто». Далее следует описание структуры рижского гетто.
Известно, что чаще всего редакторы «Тевии» получали уже готовые приказы, уведомления или рекомендации от немецкой оккупационной администрации, а иногда — и заранее написанные на немецком языке статьи, которые они должны были перевести на латышский без включения личных дополнений или разъяснений.
Очень часто газета следовала стратегии преувеличенного позитивизма при описании ежедневных событий. Так, 7 августа 1941 года в заметке «Избранный концерт в Верманском парке» можно видеть такой восторженный пропагандистский пассаж: «Вновь свободно дышит грудь, свободно льются песни, свободно звучит музыка. Как злой бред, ушел год красного террора, и мы, благодаря Богу, опять европейцы…».
В большинстве случаев на страницах «Тевии» публиковались пропагандистские заметки и комментарии членов марионеточного «органа власти» — Латвийского самоуправления. В частности, экс-министр финансов в правительстве Улманиса и генеральный директор финансов в самоуправлении Альфред Валдманис писал следующее: «…Латыши хотят вместе с немецким народом жить и найти своё место в новой Европе или погибнуть вместе с этим героическим народом. Другого пути у нас нет… Другого пути мы не хотим и не захотим никогда».
После проведения массовых расправ с еврейским населением гетто (в частности, 1 декабря 1941 года после расстрела в Румбульском лесу) публицист Янис Мартинсонс опубликовал статью «Борьба против жидовства», в которой фигурировали такие строки: «Наконец, пришло время, когда почти все нации Европы научились распознавать своего общего врага — жида. Почти все народы Европы начали войну против этого врага, как на полях сражений, так и в деле внутреннего строительства. И для нас, латышей, пришёл этот миг…»

## Фотографии
Помимо крайне циничных и жёстких пропагандистских статей и заметок, авторы газеты «Тевия» активно моделировали визуальный ряд в целях создания соответствующего впечатления у целевой аудитории. В 1941 году из самых распространённых и показательных фотографий можно отметить изображение ликующих латышей разного возраста, встречающих немецкие войска; изображение немецкого солдата, которого толпа подбрасывает в воздух; вид подбитого советского танка в центре Риги и поверженной статуи Сталина; трупы казнённых в Центральной тюрьме, которые доказывали зверские расправы коммунистов над латышскими борцами; часто публиковались многочисленные колонны, в которых отправлялись в местное отделение шталага военнопленные Красной армии.
К 1943 году еврейская тема практически исчезает со страниц «Тевии». 3 июля 1943 года была опубликована фотография Виктора Арайса, которому штурмбанфюрер СС и начальник латвийской зипо Рудольф Ланге прикрепляет к мундиру Железный крест.

## Поздний период
В газете публиковались все запреты, приказы, постановления и извещения, которые издавала нацистская администрация в отношении еврейского населения, а также вплоть до 1944 года публиковались ложные сообщения о победах, которые якобы вермахт регулярно одерживал над Красной армией. Там же публиковались регулярные призывы к латышам вступать в Латышский легион СС. Также в «Тевии» часто публиковались наиболее идеологически маркированные отрывки из «Майн кампф», а также фрагменты из «Протоколов сионских мудрецов».